# 8193 Сяурро
8193 Сяурро (8193 Ciaurro) — астероїд головного поясу, відкритий 17 вересня 1993 року.
Тіссеранів параметр щодо Юпітера — 3,608.